# Ammophila platensis
Ammophila platensis là một loài côn trùng cánh màng trong họ Sphecidae, thuộc chi Ammophila. Loài này được Br�thes miêu tả khoa học đầu tiên năm 1909.